# Huang Weikai
Huang Weikai (Guangdong, 1972) è un regista e fotografo cinese.

## Biografia
Studia pittura cinese a partire dall'età di 15 anni e si diploma all'Accademia di belle artily Guangzhou. Comincia a lavorare come cinema promoter, direttore artistico, grafico e cameramen. Nel 2002 comincia la sua carriera come regista indipendente. Il suo documentario del 2009, Disorder è stato acclamato nei festival internazionali occidentali.

## Filmografia

### Regista

#### Cortometraggi
- Give Confucius a Break (2014)

#### Documentari
- Disorder (Xianshi shi guoqu de weilai) (2009)
- Now Is the Future of the Past (2008)
- Floating (Piao) (2005)